# Tourbière du Longéroux
La tourbière de (du) Longéroux ou Longeyroux est une tourbière située sur le plateau de Millevaches, dans le département de la Corrèze et la région Nouvelle-Aquitaine. C'est une zone protégée de 255 hectares, située entre 870 et 900 mètres d'altitude, traversée par la Vézère qui prend sa source au sud-est de la tourbière. Elle se répartit sur les communes de Meymac, Saint-Merd-les-Oussines, Chavanac et Saint-Sulpice-les-Bois.

## Situation géographique
La tourbière est accessible depuis la route départementale 109 qui relie Meymac à Saint-Merd-les-Oussines. Un parking permet de se garer aisément en bord de route, autant pour accéder au site lui-même que pour en admirer une des plus belles vues panoramiques.

## Protection de la nature
Le site est soumis à arrêté préfectoral de protection de biotope le 10 juin 1986. Il est site inscrit depuis le 5 octobre 1989, et est compris dans le périmètre de la zone Natura 2000 Landes et zones humides de la Haute-Vézère.

## Patrimoine naturel
La tourbière est une zone humide structurée par la présence de sphaignes, des mousses qui s'accumulent pour former la tourbe. Celle du Longeyroux s'est formée par le comblement d'un étang, situé dans une alvéole granitique. Le site est principalement couvert de lande tourbeuse.

### Datation de la sédimentation
Un carottage de la tourbière du Longéroux a été réalisé en 1980 par une équipe de chercheurs qui s’est attachée à faire des analyses polliniques et des datations au carbone 14 (14C). Le sondage a permis de traverser 1,90 m de tourbe (profondeur jugée moyenne) qui, outre les variations de la flore au cours des âges, date le plus ancien de la sédimentation tourbeuse autour de 7 500 ans. Cette étude ne dit pas si des corrections de calibrages, aujourd’hui couramment admises dans ce genre de datation au 14C, ont été appliquées. Dans tous les cas, il semble que la datation de la tourbière à  8 000 ans, souvent lue ou rencontrée (par exemple sur les panneaux pédagogiques présents sur le site), puisse être légèrement exagérée. La publication de cette étude s’est faite sous forme d’une note, remise le 24 mars 1980 dans les Comptes rendus hebdomadaires des séances de l'Académie des sciences, mais aussi la même année, dans le Bulletin de l’Association française pour l’étude du quaternaire. Résumée sur trois (petites) pages et usant d’un vocabulaire plus accessible au grand public, on trouve encore sa trace, neuf ans plus tard, dans une petite plaquette aujourd’hui disponible en ligne .

### Mosaïque de milieux
Les 255 hectares du Longéroux en font la plus grande tourbière du Limousin ; cependant le milieu naturel n'est pas homogène sur toute son étendue. La grande majorité des surfaces (environ 250 ha) sont recouvertes par de la lande tourbeuse. Celle-ci est complétée par des buttes de lande sèche à bruyère et de nombreux habitats d'intérêt patrimonial :
- tourbière haute active : le qualificatif de « haute » indique l'épaisseur importante de tourbe, le sol est couvert de mousses, avec quelques drosera rotundifolia (plante carnivore) qui apparaissent par endroit ;
- tourbière de transition (tremblant) : formée de radeau de sphaigne lié par les systèmes racinaires de trèfle d'eau ou de potentille des marais ;

Sur les zones plus sèches, notamment les versants, on trouve 
- lande sèche à callune ; cette formation abrite plus anecdotiquement le Genêt Genista pilosa , la Myrtille, la potentille Tormentille, la Gentiane jaune et Arnica montana.
- pelouses majoritairement composées de Festuca rubra, Agrostis capillaris ou Deschampsia flexuosa ;
  - elles sont plus rarement dominées par le « Nard » (Nardus stricta), c'est alors un habitat d'intérêt pour la biodiversité.

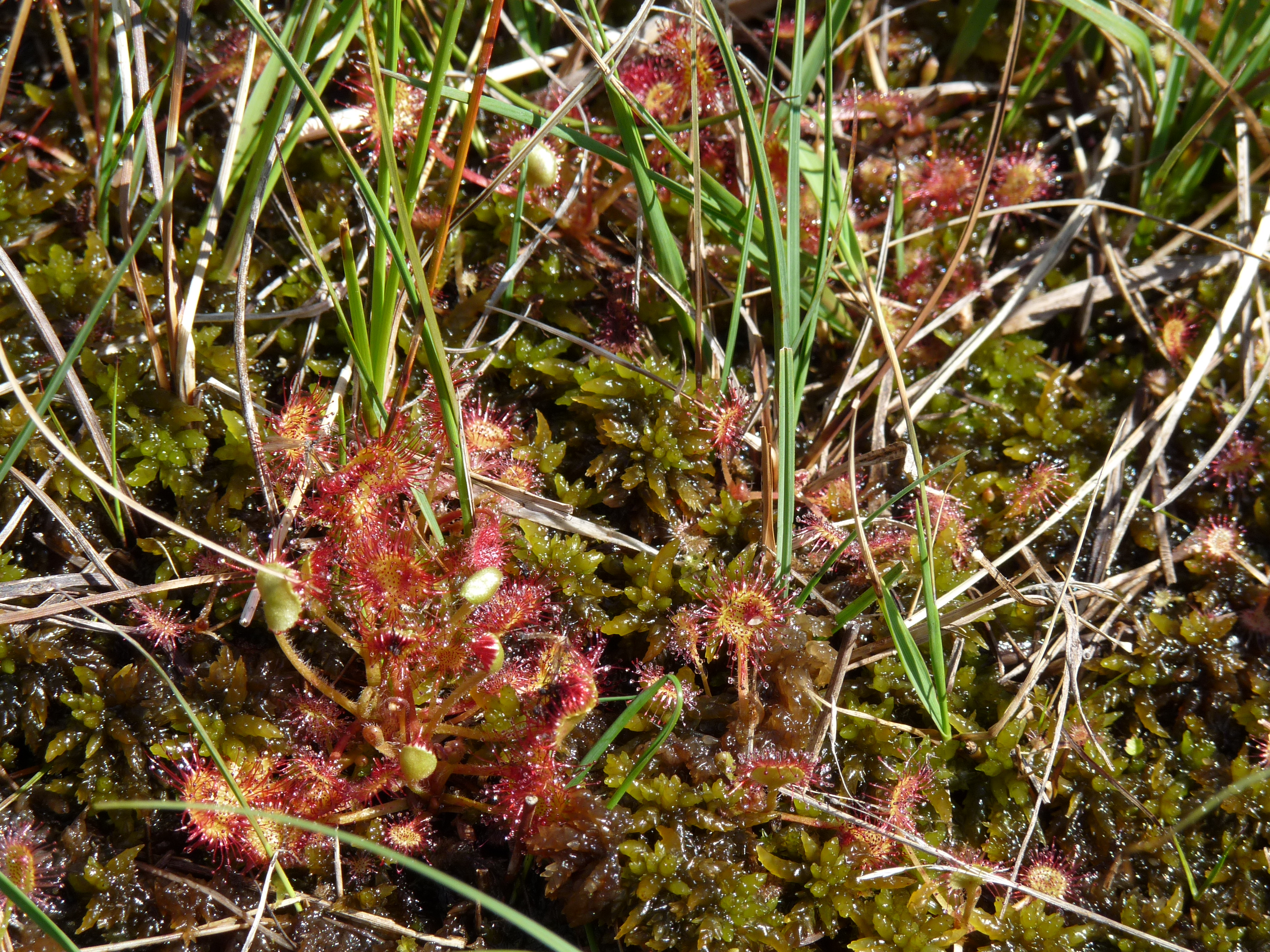
Droséra au bord du caillebotis.
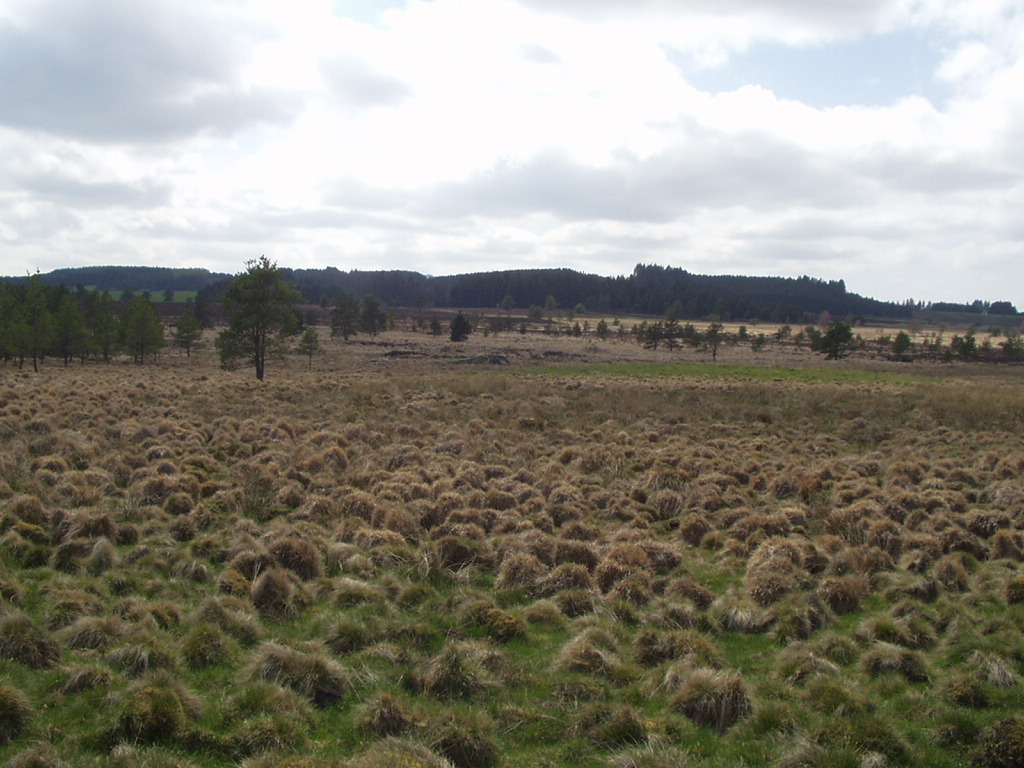
Tourbière de Longéroux.
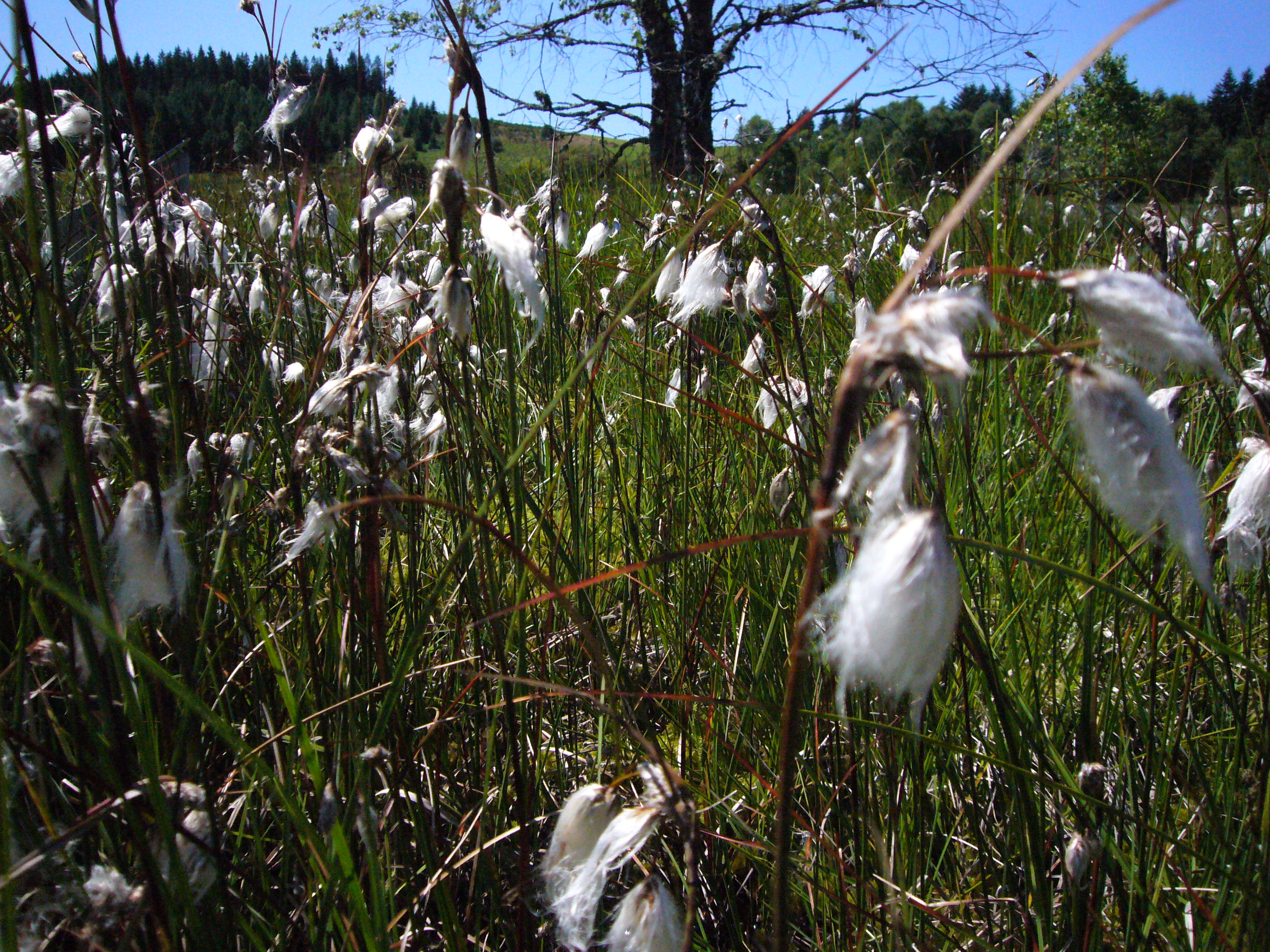
Linaigrettes sur la tourbière.

### Faune
La faune y est représentée par :
- Le lézard vivipare.
- La vipère péliade.
- Le pipit farlouse.
- Le circaète Jean-le-Blanc (Circaetus Galicus) : un rapace diurne de la famille des Accipitridés dont le régime alimentaire est spécialisé dans la consommation de serpents Sa silhouette ressemble à celle d'une grosse buse. Ses ailes et sa queue sont larges et son ventre est clair tandis que sa poitrine et sa tête sont plus sombres. Il se nourrit presque exclusivement de serpents.
- Si le site du Longéroux peut sembler à priori, assez inhospitalier à une espèce comme la Loutre, la tourbière est aussi parcourue par de l’eau courante, tant en provenance de la Vézère que de tous les petits cours d’eau alentour qui forment un réseau hydrographique dense et complexe. Aussi discrète que puisse être l’espèce par nature, il est donc assez courant de pouvoir constater ses traces ou ses épreintes. La pureté des eaux, ici particulièrement notoire, permet encore aux truites fario de se reproduire et, en conséquence, aux loutres de s’en nourrir.

## Tourisme
La zone humide peut être explorée en empruntant :
- Le sentier dit « des Linaigrettes », parcours aisé d'un kilomètre (balisé de flèches blanches), traversé en une heure de marche sur caillebotis et ponctué de bornes pédagogiques. Les stations marquées sont :

1. Lecture du paysage.
2. Processus de formation de la tourbe.
3. Flore adaptée au bas marais acide.
4. Feu follet et farfadets.
5. Livre ouvert sur les archives biologiques.
6. Le tourbage familial.
7. Paysage traditionnel et landes à callune.

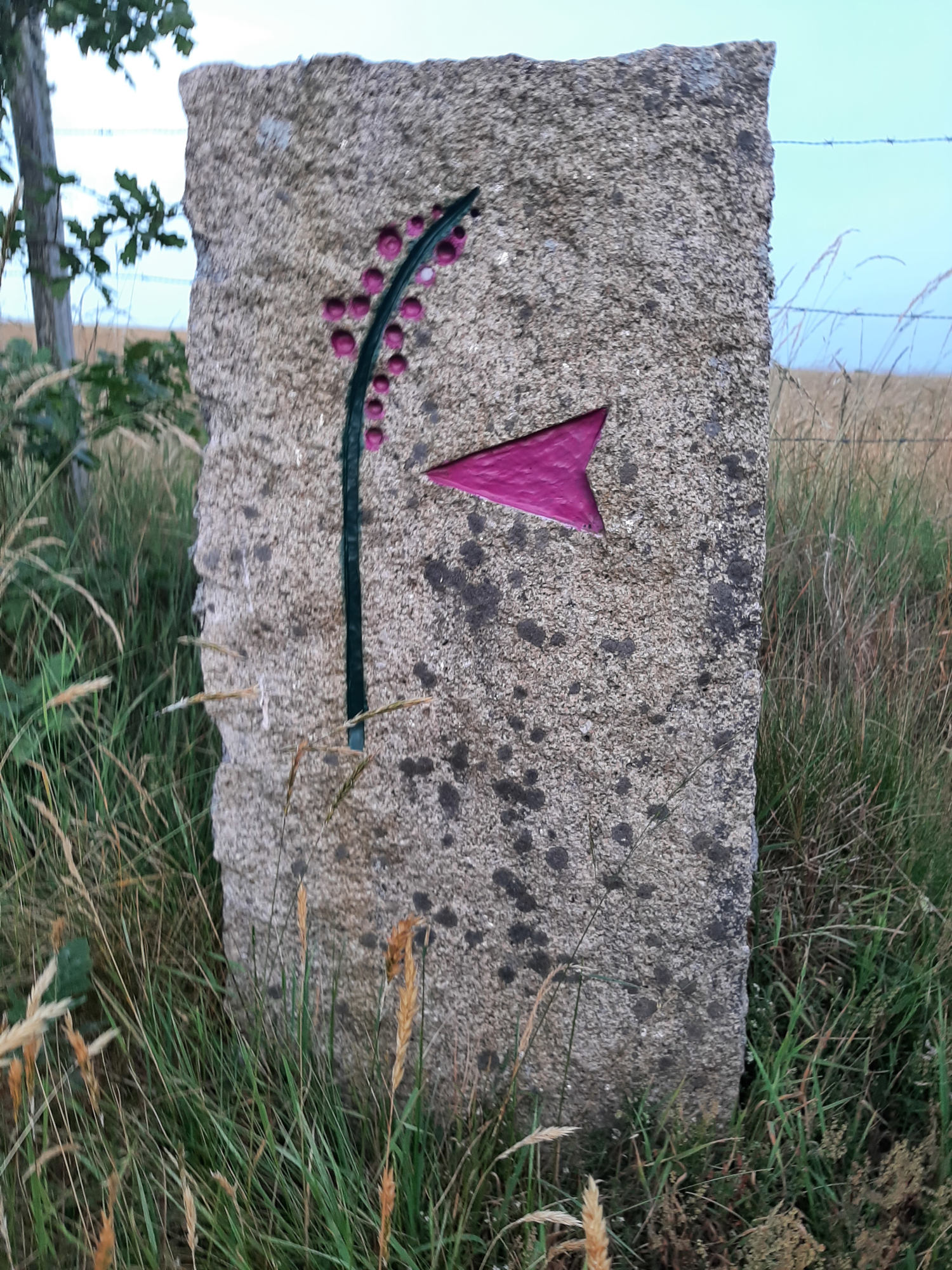
Balisage du Sentier des Bruyères.

- Balisage du Sentier des Bruyères.Le « sentier des Bruyères », promenade de neuf kilomètres, d’une durée de quatre heures environ, traversant par deux fois la Vézère naissante sur deux petits ponts de bois et disposé de neuf stations d’interprétation. Le balisage est assuré par de gros blocs de pierre où se trouvent gravées une fleur de bruyère et une flèche de direction mauve. Pour être notoirement plus important, le dénivelé de ce circuit rend le trajet moins accessible que le précédent.

La portion de départementale 109 passant devant le parking de stationnement automobile fait aussi office de chemin de petite randonnées (balisé en bleu) d’un circuit commençant et finissant à Saint-Merd-les-Oussines et égrenant le site des ruines gallo-romaines des Cars, les villages des Maisons, des Rioux et de Celle. Il est donc possible, à cet endroit-là, de compléter le parcours par une digression de choix, illustrant particulièrement la préservation et l’exemplarité écologique du lieu.

## Histoire locale, légendes, et patrimoine disparu
Dans la perception qu’en ont les personnalités locales, historiques ou actuelles, le Longéroux est suffisamment étendu pour se subdiviser en plusieurs (petits) « territoires », toujours anthropologiquement répertoriés. La carte IGN garde encore la trace des emplacements nommés « La chapelle » ou « Les cent pierres ». Dans cette zone de 255 hectares, ces emplacements ne sont, bien entendu, pas nommés au hasard mais correspondent à des toponymes influencés très naturellement, ou par l’histoire, ou par la géologie du lieu.

### La chapelle

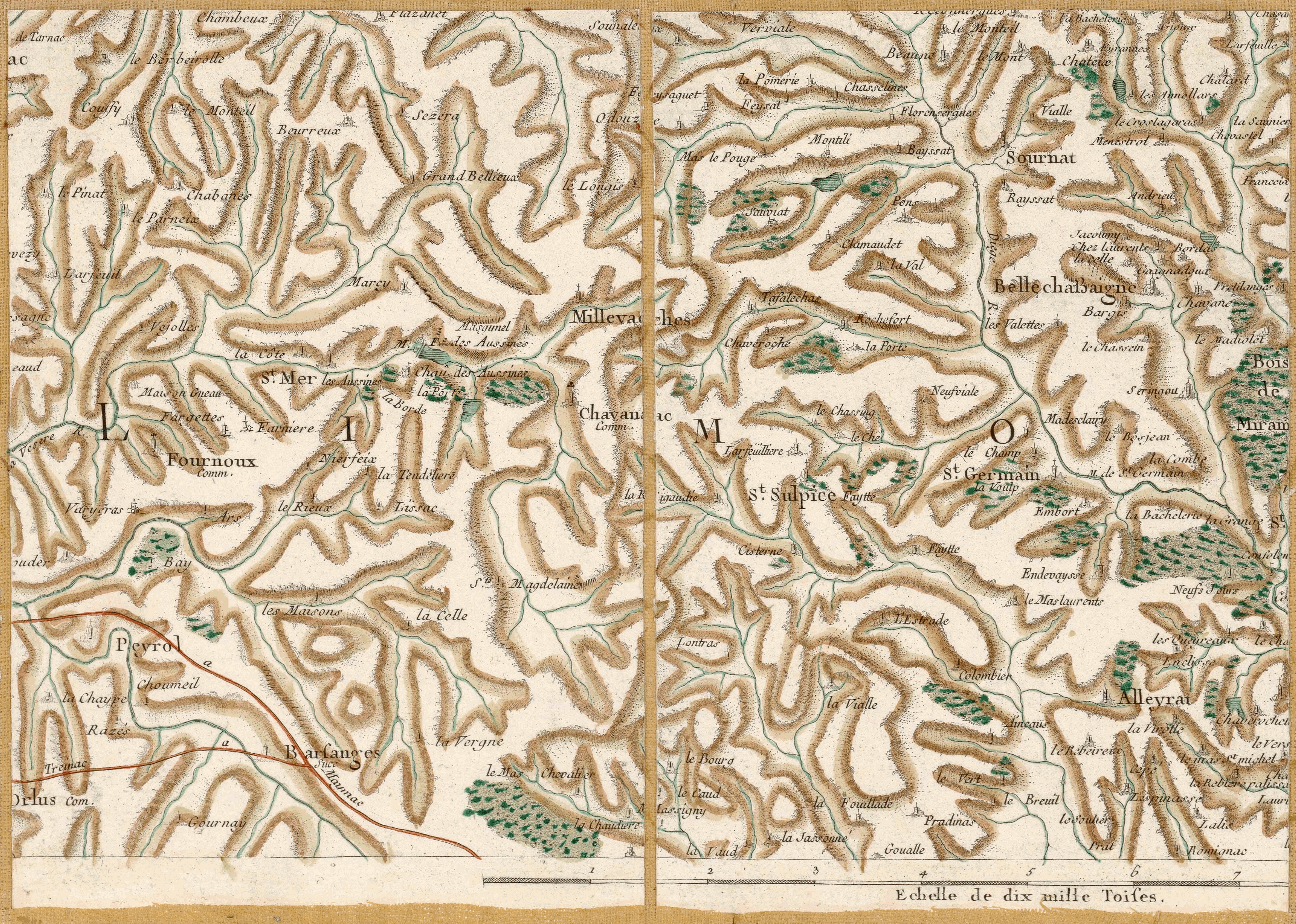
Carte de Cassini en Haute-Corrèze (plateau de Millevaches).

L’évocation la plus ancienne de cette chapelle se trouve dans le pouillé historique du diocèse de Limoges qui, bien que de façon très évasive, nous instruit qu’une certaine Agnez de Separel, veuve de Gérald de Lorbane, « fut unie à ce prieuré, dont le revenu était très modique, par bulle du 1er septembre 1463 ».
Autant la carte de Cassini que le cadastre ancien de 1825 font référence à une chapelle sise en pleine tourbière du Longéroux. Sur place, il ne reste actuellement (2021) que très peu de traces, tout au plus devine-t-on un tas de pierres qui ne permet plus de se faire une idée des délimitations de la moindre élévation. Or le toponyme-même du village le plus proche, Celle, laisse penser que le lieu (ou ses environs immédiats) fut dévoué, ou à un prieuré, ou à un lieu de prière, sans doute dès les premiers siècles de notre ère.
Dans tous le courant du XIXe siècle, le village de Celle subira une sorte de campagne de reconstruction, où les nouveaux bâtiments seront souvent datés explicitement. Dans ce contexte, comme il est encore extrêmement courant à l’époque, beaucoup de pierres du prieuré du Longéroux voisin seront récupérées, faisant fi de tous les usages religieux auxquels elles étaient précédemment dédiées. L’autel de la chapelle fait donc encore aujourd’hui office de pied-droit de cheminée (cantou) d’une des maisons du village et les jambages de sa porte d’entrée (XVe siècle) furent récupérés à l’usage d’une porte d’étable. La cloche de la chapelle, datée du XVIIe siècle, est placée sur un portique au centre du village depuis 1972.

Les traditions locales reportent la présence d’une statue, en bois, représentant sainte Madeleine et provenant du prieuré du Longéroux, pourvue de son attribut habituel par le pot de parfum qu’elle tenait. Elle était exposée à l’extérieur, dans une niche d’une des maisons du village de Celle, aujourd’hui détruite. La statue fut volée à la fin des années 1960. La chapelle du Longéroux était donc bien dédiée à Madeleine, comme le confirme la carte de Cassini, encore évoquée par Joseph Treich-Laplène dans son texte sur « Meymac et son abbaye » : 

« Il en avait été érigé d’autres [des prieurés] à Ambrugeat, à Seringoux, au Bouchard près Saint-Angel, et jusqu’au faîte des plus hautes montagnes de Meymac, au Longeyroux. Là s’élevait, à peu de distance du village de Celle, une antique chapelle sous l’invocation de sainte Marie-Magdeleine ; là tintait une cloche dont les sons purs allaient se perdre dans la solitude du désert. »

Le musée d’archéologie et du patrimoine de Meymac possède enfin, dans ses réserves (non exposé), un trio sculpté d’une Vierge à l’Enfant avec un ange, trouvé par un particulier en labourant un champ à l’endroit-même de la chapelle du Longéroux.

### Les cent pierres
La place est propice aux légendes tant les pierres qui affleurent du marais ont une taille humainement démesurée et sont éparpillées dans un chaos qui ne peut que laisser libre cours à l’imagination fertile. Une des hypothèses qui explique cette formation laisse croire à l’échappée de morceaux granitiques des puys voisins durant les périodes glaciaires. Si cette hypothèse reste à devoir être étayée, il est acquis que c’est dans ce type de blocs de granite que fut taillé, au IIe siècle, le fameux « bac des Cars » voisin (moins de 5 km à vol d’oiseau).
Dans un article consacré aux rochers à cupules, Marius Vazeilles évoque la légende des « Cents Pierres », sans donner beaucoup de détails, particulièrement sur sa source :

« Le haut bassin de réception la Vézère appelé Le Longeyroux, vaste cirque d’environ 1.000 hectares [sic] et à bords surbaissés, présente dans une de ses tourbières un ensemble de rochers isolés les uns des autres, appelés « Les Cents Pierres ». L’aspect en échine de chacun de ces blocs a fait naître la légende du troupeau de vaches enlisées pour punir une bergère frivole. »

Avec plus de générosité littéraire, Joseph Treich-Laplène raconte une tout autre histoire, beaucoup plus savoureuse, et prenant sans doute sa source à des racines plus anciennes :

« Jadis, c’était au plus vieux temps, vivait dans un château peu distant des Cent-Pierres, tout près du Longeyroux, un très puissant seigneur, dont les immenses possessions faisaient l’envie des autres.
Nul plus que lui n’avait d’orgueil !
Il aimait la richesse, il refusait l’aumône, sans souci de son âme, et n’avait qu’un désir : étendre au loin la limite de ses domaines, et du regard contempler ses trésors.
Traités par lui comme bêtes de somme, serviteurs et vassaux fuyaient ses terres, préférant la vie errante aux douleurs qu’il fallait supporter en vivant de son pain. Il était redouté, et partout on disait à voix basse que sa demeure était un lieu maudit, où durant ses loisirs Satan venait se reposer. Le fait d’ailleurs était plausible, car tous les soirs, quand le soleil tombait, un peu avant la nuit, le château, les grands arbres, noyés dans la lumière, se couvraient d’une teinte de feu. Des vitraux s’échappaient mille éclairs. La clôture des cours, en pierres dentelées, prenait un ton fauve et rougeâtre, et les eaux de l’étang du Diable, source immonde et impure, venaient seules jaillir en face du manoir. En ce lieu tout était mystère.
Un jour deux mendiants étrangers, et qu’au pays personne n’avait vus, s’approchèrent de cette demeure en demandant un gîte, un abri dans l’étable pour reposer leur pauvre corps.
― Qu’ils s’éloignent, qu’ils marchent, répondit le vieux châtelain, le jour est haut et le ciel bleu, l’étoile sera belle !
Bientôt le soleil disparaît, et l’on voit de sombres nuages envelopper la plaine où paissent les vaches du seigneur.
Un valet empressé vient lui dire : Maître, l’orage approche, il mugit sans éclats de tonnerre, voulez-vous qu’on ramène à l’étable vos immenses troupeaux que la tempête peut disperser ?
― Que m’importe l’orage, répond l’orgueilleux insensé, je suis le maître ici ! Laisse vaguer mes veaux et mes génisses sans souci des voisins, la nuée passera.
Soudain de longs serpents de feu se déroulent dans l’air et déchirent le ciel, le vent courbe les arbres, c’est la tempête sèche sans l’ondée bienfaisante, comme serait une fièvre sans sueur. Elle brise, elle gronde, elle court jusqu’au fond des vallées, pour rebondir sur la croupe des monts, et les mugissements des vaches du seigneur dominent seuls le bruit de la tempête.
Quand vint le calme, de nombreux serviteurs parcoururent la plaine, en quête du troupeau, mais au lieu de cent vaches ils trouvèrent cent pierres. »

#### Lafont bulidière
Encore largement présente dans les mémoires locales, La font bulidière est aussi évoquée par Marius Vazeilles :

« Dans le voisinage plus immédiat des Cents Pierres et du roc à cupules, deux sources assez curieuses ont été baptisées par les paysans du nom de « Font Bulidière » (fontaine qui bout). Régulièrement, à raison d’une ou deux par seconde, des bulles de gaz (acide carbonique ou autre gaz des marais) se livrent passage entre les petits graviers du lit de la source et viennent crever à la surface. Le résultat de l’émanation souterraine doit être irrespirable et plus lourd que l’air parce que la végétation manque sur la source et sur le ruisselet qui en sort, alors que toutes les autres sources du pays sont encombrées d’herbes (houlque, stellaire, sphaigne, etc., etc.). »